# Hovingham Hall
Hovingham Hall est une maison de campagne construite dans le style palladien dans le village de Hovingham, Yorkshire du Nord, Angleterre. Il est le siège de la famille Worsley et la maison d'enfance de la duchesse de Kent. Il est construit au XVIIIe siècle sur un site que les Worsley occupent depuis le XVIe siècle.
Il est construit en pierre de taille calcaire avec des toits en ardoise de Westmoreland sur un plan d'étage en forme de L. Une aile d'écurie attenante forme l'entrée principale. La maison est classée Grade I sur la liste du patrimoine national de l'Angleterre. Un temple toscan et le pont ornemental sur une cascade dans le parc de la salle sont tous deux classés Grade II. Le mur au nord et à l'est de la salle et un pigeonnier au nord sont tous deux également classés Grade II.  

## Histoire
La famille Worsley achète le manoir de Hovingham en 1563.
La maison actuelle est construite entre 1750 et 1774 par Thomas Worsley VI (1710–1778), qui est arpenteur général du Bureau des Travaux sous George III, et conçoit le bâtiment lui-même. Exceptionnellement, il est développé autour de l'écurie existante, qui forme maintenant l'entrée principale et abritait autrefois une école d'équitation où Thomas a appris à monter à George III. Thomas est député whig d'Orford de 1761 à 1768 et de Callington de 1768 à 1774. Il est remplacé par son fils Edward et celui-ci à son tour en 1830 par son neveu William (1792–1879)  qui en 1838 est nommé premier baronnet Worsley de Hovingham .
Devant la maison se trouve un terrain de cricket, peut-être le plus ancien terrain privé d'Angleterre. Le colonel Sir William Worsley (en), 4e baronnet est le capitaine du Yorkshire County Cricket Club en 1928 et 1929. Il est également Lord-lieutenant du North Riding of Yorkshire de 1951 à 1965. Il est remplacé par son fils Sir (William) Marcus John Worsley, 5e baronnet (1925–2012), qui est député de Keighley et Chelsea, Lord-lieutenant du Yorkshire du Nord et High Sheriff du North Yorkshire pour 1982–83. La sœur cadette du 5e baronnet est Katharine Lucy Mary Worsley, qui devient la duchesse de Kent.
Le festival de Hovingham est fondé par le chanoine Hudson en 1887  et s'est tenu à Hovingham Hall. Treize festivals ont lieu jusqu'en 1906 . L'événement a été relancé après 45 ans dans les années 1950 .
La maison est actuellement occupée par Sir William Ralph Worsley, 6e baronnet (fils aîné du 5e baronnet) et son épouse Marie-Noelle. La maison et les jardins sont ouverts au public pendant une durée limitée chaque année, généralement quatre semaines en juin.